# 1982-es magyar tekebajnokság
Az 1982-es magyar tekebajnokság a negyvennegyedik magyar bajnokság volt. A bajnokságot május 22. és 23. között rendezték meg Budapesten, a BKV Előre pályáján.

## Eredmények
| Versenyszám  | Arany                                    | Arany | Ezüst                                                       | Ezüst | Bronz                                                          | Bronz |
| ------------ | ---------------------------------------- | ----- | ----------------------------------------------------------- | ----- | -------------------------------------------------------------- | ----- |
| Férfi egyéni | Csányi Béla Ferencvárosi TC              | 1920  | Tősi Pál Borsodi Bányász                                    | 1902  | Rákos József BKV Előre                                         | 1890  |
| Férfi páros  | Csányi Béla, Sütő László Ferencvárosi TC | 1855  | Makkai Miklós, Horváth József Pápai Vasas                   | 1832  | Rákos József, Mészáros József BKV Előre                        | 1823  |
| Női egyéni   | Kristyán Zsuzsa Győri Lenszövő           | 881   | Kovácsné Kiss Erika DÉLÉP SC                                | 862   | Tóth Mária Ózdi Kohász                                         | 854   |
| Női páros    | Pete Lászlóné, Almay Lászlóné BKV Előre  | 859   | Ábrahám Mária, Kovácsné Kiss Erika Szegedi EOL AK, DÉLÉP SC | 858   | Horváth Vilmosné, Robb Aranka Győri Lenszövő, Zalaegerszegi TE | 849   |